# Hibiscus laevis
Hibiscus laevis är en malvaväxtart som beskrevs av Carlo Allioni. Hibiscus laevis ingår i Hibiskussläktet som ingår i familjen malvaväxter. Inga underarter finns listade i Catalogue of Life.